# サイイド・クトゥブ
サイイド・クトゥブ （アラビア語: سيد قطب; sayyid quṭb, 英語: Sayyid Qutb, 1906年10月9日 - 1966年8月29日）は、エジプトの作家、詩人、教育者、イスラム主義者。
1950年代 - 1960年代におけるムスリム同胞団の理論的指導者。
弟のムハンマド・クトゥブ（Muhammad Qutb、1919年 - 2014年）は彼の思想を著作を通じて広く紹介し、反世俗主義を唱えてウサーマ・ビン・ラーディンらイスラム過激派の思想の原動力となった。

## 人物
小説や文芸批評も含めた24の著作をなした。イスラム教の社会的・政治的役割を論じた作品でイスラム世界では大きな影響力がある。とりわけ物質主義、暴力主義であると看做したアメリカ文明に対する批判的言説で知られる。ムスリムの殉教を支持し、彼の思想はクトゥブ主義（Qutbism）と呼ばれ、今日イスラム過激派などに多大な影響を及ぼしている。

### 生い立ち
クトゥブは上エジプトのアシュート県にあるムーシャという村に生まれた。父親は地主で地元では毎週集会を開く政治的な活動で知られていた。クトゥブは幼い時からクルアーンを読誦する美的な側面に魅入られた。クトゥブは独学でクルアーンを学習し、わずか10歳にしてクルアーンをすべて暗誦できるようになった。10代になると幅広い学問ではなくイスラムの教義しか教えない学校に反発するようになり、イマームへの反感を募らせた。1929年にカイロの高等師範学校のダール・アル・ウルームに入学、1933年に同校を卒業した。その後、アラビア語の教師を務めながら、著述活動を行った。1939年にはエジプトの教育省の役人となった。

### 渡米
1948年、教育システムの調査のためアメリカ合衆国に派遣された。最初の数ヶ月はコロラド州にあるコロラド州立教育大学（現在の北コロラド大学）に学んだ。アメリカ滞在中にクトゥブの最初の宗教的社会批評の理論書『العدالة الاجتماعية في الإسلام Al-'adala al-Ijtima'iyya fi-l-Islam （イスラムにおける社会正義）』が出版された。クトゥブは生涯を通じて呼吸器系の疾患など健康に恵まれなかった。また生来、内向的で孤独で、鬱でいるときが多かった。人前に出るときは蒼白でいつも眠いような目をしていた。クトゥブはエジプトの女性は西洋化が進むほど抑圧的な境遇に置かれていると考えていた。
クトゥブはアメリカで教育行政を深く学ぶためにスタンフォード大学など数々の学校に通った。また各地を精力的に旅した。これらの経験がクトゥブの思想に多大な変革をもたらした。エジプトへ帰国する途上、クトゥブはヨーロッパも旅をし、そこで『The America That I Have Seen: In the Scale of Human Values（私が見たアメリカ）』という本を出版した。その中でクトゥブはアメリカの物質主義、個人の自由、経済システム、ファッション、人種差別、スポーツへの熱狂、美的欠如、性的な退廃、新生国家であるイスラエルへの肩入れなど多くを辛辣に批判した。彼の批評はアメリカ人の離婚への規制、表面的な人間関係、中味のない会話、アメリカ人女性のセクシュアリティなどにも向けられた。結局、クトゥブにはアメリカ文明の諸要素は激しすぎ原始的に思われ、アメリカ人は何よりも信仰や美や精神的価値について不誠実すぎる、と結論付けた。アメリカでの経験がクトゥブを西洋文明への拒絶に向わせイスラム主義へ進む動機となった。

### 帰国
エジプトに帰国すると教育省を辞職し、1950年代にクトゥブはムスリム同胞団に加わった。ムスリム同胞団の機関紙『الإخوان المسلمون Al-Ikhwan al-Muslimin （ムスリム同胞）』の編集長となり、後にムスリム同胞団の最高会議のメンバーとなりプロパガンダの責任者となった。1952年、ガマール・アブドゥル＝ナーセル率いる自由将校団がクーデターを起こして親西欧的な政権を打倒した。クトゥブは帝国主義な立憲君主制が崩壊したことを歓迎した。しかし、クトゥブらムスリム同胞団が期待したようなイスラム国家樹立へとナーセルは向わず、クーデターを成功させた自由将校団とムスリム同胞団の共闘は破綻、1954年、ムスリム同胞団はナーセル暗殺未遂事件を起した。ナーセルはムスリム同胞団弾圧を進め、クトゥブも投獄された。クトゥブは獄中の最初の3年間、激しい拷問を受けた。やがて多少の自由が与えられるとクトゥブは著述に入り、クトゥブの最も重要な思想書の2冊が獄中で記されることとなった。注釈書『في ظلال القرآن （クルアーンの陰）』(en)とイスラム主義のマニフェスト『معالم في الطريق （道標）』(en)である。クルアーンのクトゥブ的な解釈とイスラムの歴史やエジプトの抱える社会的政治的諸問題の分析を通じて反世俗的で反西洋的なクトゥブの思想が体系化され、『道標』によって現在のジャーヒリーヤ論が主張された。クトゥブはイラク大統領のアブドゥッ＝サラーム・アーリフの後ろ盾で1964年に釈放されるも、8ヶ月後の1965年8月に再逮捕された。国家転覆を謀った容疑で裁判にかけられ、ナーセル暗殺未遂事件の首謀者として死刑宣告を受け、1966年8月29日、クトゥブは絞首刑に処された。現在では大統領ら要人暗殺計画にクトゥブは関与していなかったことが明らかになっている。

## 思想
地球上のあらゆる国家は、シャリーアが完全に実行されている、神のみが主権を有するイスラーム社会と、神以外の存在に主権を認め、そこに法を求めるジャーヒリーヤ社会のいずれかであり、中間はなく、イスラーム社会でのみ文明社会は実現される。しかし、イスラーム社会は現存せず、地上には共産主義社会、偶像崇拝社会、ユダヤ教・キリスト教社会、ムスリム社会を自称する権力者による専制社会などジャーヒリーヤ社会しか存在しない。イスラーム教徒が行うべきことはイスラーム社会の建設であり、既存のジャーヒリーヤ社会を破壊することである、と主張した。もっとも、サイイド・クトゥブは、イスラーム運動は、預言者の内面を追うことにより、実現するとしており、テロや暴力を肯定したことはなかった。
「自称イスラーム社会」という概念の創設は、イスラーム国家の統治者に対する叛乱をイスラーム法の立場から承認したことに意義がある。なお、ビンラディンの師匠である弟のムハンマド・クトゥブは、世俗主義と民主主義を正式にジャーヒリーヤ社会に追加した。

## 著作
- サイイド・クトゥブ『イスラーム原理主義の「道しるべ」　発禁・"アルカイダの教本"全訳+解説』岡島稔・座喜純訳・解説、第三書館、2008年8月。ISBN 978-4-8074-0815-3。
- サイイッド・クトゥブ、『イスラーム原理主義のイデオロギー　サイイッド・クトゥブ三部作　アルカイダからイスラム国まで　オバマ大統領が憎む思想』、岡島稔・座喜純/訳・解説、（ブイツーソリューション、2015、ISBN 978-4-86476-306-6）。（改装版 2017年7月25日、ISBN 9784864765183）
- Qutb, Sayyid (2000), “The America That I Have Seen: In the Scale of Human Values”, in Abdel-Malek, Kamal, America In An Arab Mirror: Images Of America In Arabic Travel Literature An Anthology 1885-1995, New York, NY: St. Martin’s Press, ISBN 0-312-22963-1